# Теория Большого взрыва (сезон 8)
Восьмой сезон американского ситкома «Теория Большого взрыва», премьера которого состоялась на канале CBS 22 сентября 2014 года, а заключительная серия вышла 7 мая 2015 года, состоит из 24 эпизодов.

## В ролях
- Джонни Галэки — Леонард Хофстедтер
- Джим Парсонс — Шелдон Купер
- Кейли Куоко — Пенни
- Саймон Хелберг — Говард Воловиц
- Кунал Найяр — Раджеш Кутраппали
- Маим Бялик — Эми Фара Фаулер
- Мелисса Ройч — Бернадетт Ростенковски
- Кевин Зусман — Стюарт Блум

## Эпизоды
| № общий | № в сезоне | Название                                                            | Режиссёр        | Автор сценария | Дата премьеры    | Произв. код | Зрители в США (млн) |
| --- | ---------- | ------------------------------------------------------------------- | --------------- | --- | ---------------- | ----------- | ------------------- |
| 160 | 1          | «Железнодорожное прерывание» «The Locomotion Interruption»          | Марк Сендроуски | Сюжет : Джим Рейнольдс, Мария Феррари и Тара Эрнандес Телесценарий : Стивен Моларо, Стив Холланд и Эрик Каплан            | 22 сентября 2014 | 4X6751      | 18.08               |
| Когда Шелдона по пути в Аризону ограбили в поезде, Леонард с Эми отправляются за ним. Между тем Пенни проходит собеседование в компании, в которой работает Бернадетт, в качестве фармацевтического агента. А Стюарт даже и не думает покидать дом матери Говарда.                                                 |            |                                                                     |                 | |                  |             |                     |
| 161 | 2          | «Вариант младшего профессора» «The Junior Professor Solution»       | Марк Сендроуски | Сюжет : Стивен Моларо, Эрик Каплан и Стив Холланд Телесценарий : Джим Рейнольдс, Мария Феррари и Тара Эрнандес            | 22 сентября 2014 | 4X6752      | 18.30               |
| Шелдону поручают работу младшего профессора, в обязанности которого входит обучение аспирантов. Никто не записывается на его курс, за исключением Говарда. Между тем Берни волнуется, что Пенни не справится со своей новой работой, опираясь на представлении о её работе официанткой.                            |            |                                                                     |                 | |                  |             |                     |
| 162 | 3          | «Недостаточность первого броска» «The First Pitch Insufficiency»    | Марк Сендроуски | Сюжет : Чак Лорри, Джим Рейнольдс и Энтони Дель Брокколо Телесценарий : Стивен Моларо, Стив Холланд и Мария Феррари       | 29 сентября 2014 | 4X6753      | 16.44               |
| НАСА просит Говарда выбросить первую подачу в бейсбольном матче на игре в Лос-Анджелесе. В это время Шелдон, Эми, Пенни и Леонард спорят у какой пары отношения лучше. |            |                                                                     |                 | |                  |             |                     |
| 163 | 4          | «Постельные реверберации» «The Hook-Up Reverberation»               | Марк Сендроуски | Сюжет : Стив Холланд, Мария Феррари и Тара Эрнандес Телесценарий : Стивен Моларо, Эрик Каплан и Джим Рейнольдс            | 6 октября 2014   | 4X6754      | 15.94               |
| Эмили встречается со всеми, но остается холодной по отношению к Пенни из-за того, что та провела ночь с Раджем. Ребята задумываются над тем, чтобы вложить деньги в магазин комиксов Стюарта, чтобы помочь ему начать заново — выплат по страховке оказалось недостаточно.                                         |            |                                                                     |                 | |                  |             |                     |
| 164 | 5          | «Ослабление концентрации» «The Focus Attenuation»                   | Марк Сендроуски | Сюжет : Джим Рейнольдс, Мария Феррари и Адам Фаберман Телесценарий : Стивен Моларо, Эрик Каплан и Стив Холланд            | 13 октября 2014  | 4X6755      | 15.63               |
| В то время, как парни отправляются на «отдых для физиков», Пенни, Эми и Бернадет едут в Вегас на выходные. |            |                                                                     |                 | |                  |             |                     |
| 165 | 6          | «Имитация экспедиции» «The Expedition Approximation»                | Марк Сендроуски | Сюжет : Стивен Моларо, Дэйв Гоетч и Тара Эрнандес Телесценарий : Джим Рейнольдс, Стив Холланд и Мария Феррари             | 20 октября 2014  | 4X6756      | 16.02               |
| Шелдон и Радж идут в солевую шахту для изучения темной материи. |            |                                                                     |                 | |                  |             |                     |
| 166 | 7          | «Неверная интерпретация агитации» «The Misinterpretation Agitation» | Марк Сендроуски | Сюжет : Чак Лорри, Эрик Каплан и Джим Рейнольдс Телесценарий : Стивен Моларо, Стив Холланд и Мария Феррари                | 30 октября 2014  | 4X6758      | 16.25               |
| Ребята хотят помочь Пенни избавиться от одного назойливого клиента, который пристает к каждой встречной женщине. Но клиент оказывается таким же ботаником, как и остальные парни, и все отправляются к нему в подвал. А тем временем Бернадетт и Эми затевают спор связанный с женщинами-учеными и сексуальностью. |            |                                                                     |                 | |                  |             |                     |
| 167 | 8          | «Эквивалентность выпускного» «The Prom Equivalency»                 | Марк Сендроуски | Сюжет : Джим Рейнольдс, Стив Холланд и Джереми Хоув Телесценарий : Стив Моларо, Эрик Каплан и Мария Феррари               | 6 ноября 2014    | 4X6757      | 16.56               |
| Девушки хотят провести вечеринку в стиле школьного выпускного, тем более никто из них, кроме Пенни, естественно, не побывал на незабываемом вечере в прошлом с парнями. Ребята и вовсе в школе не посетили выпускной, поэтому идея им придется по вкусу.                                                           |            |                                                                     |                 | |                  |             |                     |
| 168 | 9          | «Отклонение перегородки» «The Septum Deviation»                     | Энтони Рич      | Сюжет : Стивен Моларо, Билл Прэди и Мария Феррари Телесценарий : Эрик Каплан, Стив Холланд и Тара Эрнандес                | 13 ноября 2014   | 4X6759      | 16.90               |
| Шелдон волнуется о Леонарде, когда тот ложится в больницу на операцию. В это время Радж переживает за родителей, которые хотят развестись. |            |                                                                     |                 | |                  |             |                     |
| 169 | 10         | «Рефлексия на шампанское» «The Champagne Reflection»                | Марк Сендроуски | Сюжет : Стивен Моларо, Тара Эрнандес и Дэвид Зальцберг Телесценарий : Джим Рейнольдс, Стив Холланд и Дэйв Гоетч           | 20 ноября 2014   | 4X6760      | 14.61               |
| Говард, Радж и Леонард разбираются в кабинете профессора Роджера Эббота, который недавно умер. Между тем Бернадетт пытается мужественно постоять за себя. А Шелдон записывает последний эпизод «Занимательных флагов с Шелдоном Купером».                                                                          |            |                                                                     |                 | |                  |             |                     |
| 170 | 11         | «Проникновение в чистую комнату» «The Clean Room Infiltration»      | Марк Сендроуски | Сюжет : Мария Феррари, Тара Эрнандес и Джереми Хоув Телесценарий : Эрик Каплан, Джим Рейнольдс и Стив Холланд             | 11 декабря 2014  | 4X6761      | 15.49               |
| Эми устраивает традиционный викторианский ужин Сочельника, в то время как парни пытаются прогнать птицу в университетской лаборатории. |            |                                                                     |                 | |                  |             |                     |
| 171 | 12         | «Дезинтеграция космического зонда» «The Space Probe Disintegration» | Марк Сендроуски | Сюжет : Билл Прэди, Эрик Каплан и Джим Рейнольдс Телесценарий : Стивен Моларо, Стив Холланд и Мария Феррари               | 8 января 2015    | 4X6762      | 18.11               |
| Пенни и Эми решают отправиться за покупками вместе со своими парнями. Пока девушки примеряют очередную обновку или прицениваются к понравившемуся товару, Леонард и Шелдон обсуждают совместное проживание. А тем временем Радж серьезно переживает из-за предстоящего запуска космического зонда.                 |            |                                                                     |                 | |                  |             |                     |
| 172 | 13         | «Оптимизация стрессом» «The Anxiety Optimization»                   | Марк Сендроуски | Сюжет : Эрик Каплан, Мария Феррари и Адам Фаберман Телесценарий : Джим Рейнольдс, Стив Холланд и Тара Эрнандес            | 29 января 2015   | 4X6763      | 17.25               |
| Шелдона беспокоит то, что его уютный образ жизни мешает его научному процессу, поэтому он просит друзей сделать его жизнь несчастной. |            |                                                                     |                 | |                  |             |                     |
| 173 | 14         | «Проявление троллинга» «The Troll Manifestation»                    | Марк Сендроуски | Сюжет : Стивен Моларо, Эрик Каплан и Тара Эрнандес Телесценарий : Джим Рейнольдс, Стив Холланд и Мария Феррари            | 5 февраля 2015   | 4X6765      | 17.09               |
| Шелдон с Леонардом публикуют работу, основанную на идее Леонарда, однако вскоре она подвергается интернет троллингу. Между тем девушки смущаются, находя в Интернете и просматривая некоторые вещи из своего прошлого.                                                                                             |            |                                                                     |                 | |                  |             |                     |
| 174 | 15         | «Регенерация магазина комиксов» «The Comic Book Store Regeneration» | Марк Сендроуски | Сюжет : Джим Рейнольдс, Мария Феррари и Джереми Хоув Телесценарий : Стивен Моларо, Эрик Каплан и Стив Холланд             | 19 февраля 2015  | 4X6764      | 17.49               |
| Эми помогла Барри Крипке в изучении теории струн, что вызвало ревность у Шелдона. Между тем Стюарт вновь открывает свой магазин комиксов, а Говард узнает о смерти матери. |            |                                                                     |                 | |                  |             |                     |
| 175 | 16         | «Ускорение близости» «The Intimacy Acceleration»                    | Марк Сендроуски | Сюжет : Дэйв Гоетч, Эрик Каплан и Тара Эрнандес Телесценарий : Стив Моларо, Джим Рейнольдс и Стив Холланд                 | 26 февраля 2015  | 4X6766      | 16.67               |
| Шелдон и Пенни проводят эксперимент, по результатам которого, как утверждают психологи, люди влюбляются друг в друга. А Говард пытается добиться от авиакомпании найти утерянную урну с прахом своей матери. |            |                                                                     |                 | |                  |             |                     |
| 176 | 17         | «Колонизационное заявление» «The Colonization Application»          | Марк Сендроуски | Сюжет : Дэйв Гоетч, Джим Рейнольдс и Тара Эрнандес Телесценарий : Стив Моларо, Эрик Каплан и Мария Феррари                | 5 марта 2015     | 4X6767      | 18.17               |
| Шелдон и Эми принимают решение завести черепаху, когда выясняется, что Шелдон записан колонистом на Марс. Леонард и Пенни пытаются разнообразить интимную жизнь, а Радж остается один в квартире Эмили. |            |                                                                     |                 | |                  |             |                     |
| 177 | 18         | «Термоизоляция съестных запасов» «The Leftover Thermalization»      | Марк Сендроуски | Сюжет : Стивен Моларо, Мария Феррари и Джереми Хоув Телесценарий : Эрик Каплан, Джим Рейнольдс и Стив Холланд             | 12 марта 2015    | 4X6768      | 16.13               |
| Ребята собираются на последний ужин, приготовленный Дебби Воловитц, когда при отключении электроэнергии размораживается её холодильник. Между тем журнал публикует статью Шелдона и теорию Леонарда, не упоминая Леонарда.                                                                                         |            |                                                                     |                 | |                  |             |                     |
| 178 | 19         | «Проникновение по-Скайуокерски» «The Skywalker Incursion»           | Марк Сендроуски | Сюжет : Джим Рейнольдс, Тара Эрнандес и Джереми Хоув Телесценарий : Стив Моларо, Стив Холланд и Мария Феррари             | 2 апреля 2015    | 4X6769      | 13.89               |
| В то время как Шелдон и Леонард пытаются проникнуть на ранчо Джорджа Лукаса, остальные ребята убираются в доме матери Говарда, где они устраивают пинг-понг битву за ТАРДИС Говарда. |            |                                                                     |                 | |                  |             |                     |
| 179 | 20         | «Фортификационная реализация» «The Fortification Implementation»    | Марк Сендроуски | Сюжет : Джим Рейнольдс, Саладин Паттерсон и Тара Эрнандес Телесценарий : Стивен Моларо, Стив Холланд и Мария Феррари      | 9 апреля 2015    | 4X6770      | 14.78               |
| Говард узнает, что у него есть единокровный брат. У Шелдона с Эми пижамная вечеринка. А Пенни получает предложение на прослушивание для фильма. |            |                                                                     |                 | |                  |             |                     |
| 180 | 21         | «Внеземная коммуникация» «The Communication Deterioration»          | Марк Сендроуски | Сюжет : Дэйв Гоетч, Стив Холланд, Джереми Хоув и Тара Эрнандес Телесценарий : Стивен Моларо, Эрик Каплан и Джим Рейнольдс | 16 апреля 2015   | 4X6771      | 14.82               |
| Ребята разделились на команды для работы над проектом, с помощью которого они смогут общаться с инопланетянами. Между тем Пенни обдумывает предложение прослушивания для фильма «Клерки 3». |            |                                                                     |                 | |                  |             |                     |
| 181 | 22         | «Выпускное видеообращение» «The Graduation Transmission»            | Энтони Рич      | Сюжет : Чак Лорри, Дэйв Гоетч и Энтони Дель Брокколо Телесценарий : Стивен Моларо, Стив Холланд и Эрик Каплан             | 23 апреля 2015   | 4X6772      | 14.63               |
| Леонарда приглашают произнести речь на церемонии вручения дипломов в его старой средней школе в Нью-Джерси. Тем временем Радж покупает радиоуправляемый квадрокоптер, который выходит из строя. |            |                                                                     |                 | |                  |             |                     |
| 182 | 23         | «Материнское возгорание» «The Maternal Combustion»                  | Энтони Рич      | Сюжет : Стивен Моларо, Тара Эрнандес и Джереми Хоув Телесценарий : Чак Лорри, Джим Рейнольдс и Мария Феррари              | 30 апреля 2015   | 4X6773      | 13.85               |
| Доктор Беверли Хофстадтер и Мэри Купер посещают Пасадену, чтобы проследить, что их сыновья получат премию, однако ввязываются в их спор. Между тем Бернадетт хочет, чтобы Говард и Стюарт обратили внимание на некоторые правила в их новом доме.                                                                  |            |                                                                     |                 | |                  |             |                     |
| 183 | 24         | «Приверженность к определенности» «The Commitment Determination»    | Марк Сендроуски | Сюжет : Чак Лорри, Джим Рейнольдс и Мария Феррари Телесценарий : Стивен Моларо, Стив Холланд и Эрик Каплан                | 7 мая 2015       | 4X6774      | 14.64               |
| Шелдон хочет, чтобы Пенни назвала дату своей свадьбы, которая оказывает значительное изменение обязательств в его отношениях с Эми. |            |                                                                     |                 | |                  |             |                     |